# 蠍螺
蠍螺（学名：Lambis scorpius）为鳳凰螺科蜘蛛螺屬下的一个种。